# Octobre 1937

## Événements
- 6 octobre : élection générale ontarienne. Mitchell Hepburn (libéral) est réélu premier ministre de l'Ontario.

- 15 octobre :
  - premier vol du bombardier expérimental américain Boeing XB-15;
  - premier vol de l'avion britannique Bristol 148.

- 16 octobre : premier vol de l'hydravion britannique Short S.25 Sunderland.

- 19 octobre, Espagne : les franquistes finalisent la conquête des régions républicaines de la zone atlantique et prennent Gijón.

- 21 octobre, Espagne : chute de Gijón et fin de la guerre dans le Nord.

- 27 octobre[1] (Italie) : les organisations de jeunesse, jusqu’alors dépendant du ministère de l’Instruction publique, passent sous la direction du parti et sont regroupées au sein de la GIL (Gioventù Italiana del Littorio).

- 28 octobre, Espagne : le gouvernement républicain est transféré à Barcelone.

## Naissances
- 1er octobre: Antun Rudinski, footballeur international puis entraîneur yougoslave († 7 octobre 2017).
- 2 octobre : 
  - Johnnie Cochran Jr, avocat américain († 29 mars 2005).
  - Roberto Herlitzka, acteur italien († 31 juillet 2024).
- 4 octobre : Jackie Collins, actrice et romancière britanno-américaine († 19 septembre 2015).
- 5 octobre : Abi Ofarim, chanteur israélien († 4 mai 2018).
- 7 octobre :
  - Édouard-Jean Empain, homme d’affaires belge († 20 juin 2018).
  - Cirilo Vila, compositeur et pianiste chilien († 23 juillet 2015).
  - Paul Vachon, lutteur canadien († 29 février 2024).
- 9 octobre : Fiona Cumming, réalisatrice britannique († 1er janvier 2015).
- 10 octobre : Ali Triki, homme politique libyen († 19 octobre 2015).
- 11 octobre : Bobby Charlton, footballeur anglais († 21 octobre 2023).
- 15 octobre : 
  - Claude Érignac, préfet assassiné en Corse († 6 février 1998).
  - Sadok Omrane, boxeur tunisien († 16 août 2021).
- 17 octobre : Jonas Gwangwa (en), Musicien de jazz sud-africain († 23 janvier 2021).
- 19 octobre : Terence Thomas, homme politique et banquier britannique († 1er juillet 2018).
- 21 octobre : Édith Scob, actrice française.
- 22 octobre : Charles Debbasch, juriste et personnalité politique française († 8 janvier 2022).
- 23 octobre : Jean-Pierre Cot, homme politique français.
- 27 octobre : Ibrahim Mbombo Njoya, Homme politique camerounais († 27 septembre 2021).
- 28 octobre : Marie-Françoise Bucquet, pianiste († 15 août 2018).
- 30 octobre : Claude Lelouch, réalisateur, producteur, scénariste et cadreur français.

## Décès
- 13 octobre : 
  - Simon Fraser Tolmie, premier ministre de Colombie britannique.
  - Kazimierz Nowak, explorateur polonais
- 16 octobre : Jean de Brunhoff, illustrateur français, créateur de Babar (° 1899).
- 19 octobre : Ernest Rutherford, physicien et chimiste britannique (° 1871).